# Charles Takyi
Charles Takyi (Accra, 12 novembre 1984) è un ex calciatore ghanese con cittadinanza tedesca, di ruolo centrocampista.